# Javier González
Javier Augusto González Pantòn (Nueva del Pilar, 21 gennaio 1983) è un pallavolista cubano, palleggiatore del Montpellier.
Dal 2014 è anche cittadino italiano.

## Palmarès

### Club
- Campionato rumeno: 1

2012-13
- Campionato francese: 2

2016-17, 2021-22
- Supercoppa francese: 1

2017